# Chansons gaillardes
Les Chansons gaillardes, FP 42, sont un cycle de huit mélodies composées par Francis Poulenc en 1925-1926 « dans l'euphorie et l'après-guerre » sur des textes anonymes du XVIIe siècle.
Ce cycle fut créé en concert le 2 mai 1926, salle des Agriculteurs à Paris, par Pierre Bernac, un baryton de 26 ans encore inconnu à cette époque, et Francis Poulenc, 27 ans, au piano. C'est le souvenir de cette première collaboration qui réunira quelques années plus tard Poulenc et Bernac pour plusieurs tournées internationales, de 1934 à 1959.

## Composition du cycle
Les titres des huit pièces, dont les tempi alternent mouvements vifs et lents :
1. La Maîtresse volage – Rondement
2. Chanson à boire – Adagio
3. Madrigal – Très décidé
4. Invocation aux Parques – Grave
5. Couplets bachiques – Très animé
6. L'Offrande – Modéré
7. La Belle Jeunesse – Très animé
8. Sérénade – Modéré

## Analyse de l’œuvre
Tout juste sorti de l'expérience surréaliste du « groupe des Six », Poulenc ose faire entrer la chanson paillarde dans les salles de concerts. D'un côté, le texte des Chansons gaillardes est issu de textes anonymes du XVIIe siècle, écrit sur un ton de fête et d'alcool : « des textes assez scabreux », selon Francis Poulenc lui-même. De l'autre, dans Journal de mes mélodies, Poulenc explique à leur sujet : « Je tiens à ce recueil où j'ai tâché de démontrer, que l'obscénité peut s'accommoder de la musique. Je déteste la grivoiserie. »
La plupart des textes donnent à entendre un jeu de mots particulier, une légèreté, sous une forme à peine voilée, et la musique de Poulenc est une mosaïque de caractères, non pas un étalage de mots crus, c'est très loin d'une ode à la grossièreté, et davantage une ode aux double-sens, si aimés après la guerre 14-18. Par exemple, dans la Chanson à boire, les paroles célèbrent « les rois d'Égypte et de Syrie » parce qu'ils « voulaient qu'on embaumât leur corps, pour durer, plus longtemps, morts », et de conclure : « Buvons donc selon notre envie ! [...] Embaumons-nous ! » C'est le double-sens du mot embaumer (tantôt pour la préservation des défunts, tantôt pour la jouissance de la boisson) que Poulenc choisit de mettre en avant, et non pas le double-sens du mot durer.